# Ciriaco Elías Chavara
Ciriaco Elías Chavara (Kuriakose Elias Chavara, Kainakary, Kerala, 10 de febrero de 1805 - 3 de enero de 1871) fue un sacerdote y reformador social católico indio. 
Es el primer santo canónico católico de origen indio y pertenece a la iglesia católica siro-malabar, una iglesia católica oriental con sede en el estado de Kerala. Fue el cofundador y primer Prior General de la primera congregación para hombres en la Iglesia católica siro-malabar, ahora conocida como Carmelitas de María Inmaculada (CMI), y de una similar para mujeres, la Congregación de la Madre del Carmelo (CMC).

## Biografía
Nació en una familia cristiana Nasrani, hijo de Iko (Kuriakose) Chavara y Mariam Thoppil. Los Nasranis son cristianos de Santo Tomás (también conocidos como cristianos siríacos) que son los antiguos cristianos de Kerala bautizados por el apóstol Santo Tomás en el siglo I. 
El nombre Kuriakose se deriva del nombre arameo siríaco ܩܘܪܝܩܘܣ (Quriaqos). Fue bautizado el 17 de febrero de 1805 en la Iglesia de San José de Chennamkary. El 8 de septiembre de 1805, se dedicó a la Santísima Virgen María en la Iglesia de Santa María en Vechoor. La familia Chavara se ha derivado de la antigua familia Nasrani Meenappally en Kainakary.
En su infancia asistió a la escuela del pueblo. Ingresó en el seminario en 1818 en Pallipuram, donde Palackal Thoma Malpan era el rector. Fue ordenado sacerdote el 29 de noviembre de 1829 y celebró la primera Santa Qurbana en la Iglesia de San Andrés de Arthunkal Alappuzha.
Se unió con otros dos sacerdotes, Palackal Thoma Malpan y Porukara Thoma Kathanar para llevar una vida monástica. El nombre de la comunidad que fundaron fue Siervos de María Inmaculada. La fundación del primer monasterio en Mannanam fue colocada el 11 de mayo de 1831 por Porukara Thomas Kathanar. Palackal Malpan y Porukara Kathanar murieron en 1841 y 1846 respectivamente. El 8 de diciembre de 1855, él y otros diez sacerdotes hicieron votos en la tradición carmelita. Fue nominado como prior general del monasterio de Mannanam. La congregación se afilió como instituto de la Orden terciaria de la Orden de los Carmelitas Descalzos. A partir de ese momento utilizaron las iniciales postnominales de T.O.C.D. En 1861 asumió el rol de vicario general de la iglesia siro-malabar.
Falleció el 3 de enero de 1871, a los 65 años de edad en Koonammavu, su cuerpo reposa en la Iglesia de Santa Filomena de dicha ciudad. El papa Juan Pablo II lo beatificó el 8 de febrero de 1986 y el 22 de noviembre de 2014 el papa Francisco lo canonizó.